# Kościół Narodzenia Najświętszej Maryi Panny w Pyzdrach
Kościół Narodzenia Najświętszej Maryi Panny w Pyzdrach (fara pyzdrska) – zabytkowy rzymskokatolicki kościół parafialny w Pyzdrach, w powiecie wrzesińskim, w województwie wielkopolskim.

## Historia
Świątynia wybudowana prawdopodobnie w drugiej połowie XV wieku w stylu późnogotyckim. W 1768 i 1807 uszkodzona przez pożary. Gruntownie restaurowana w latach 1865-1870.

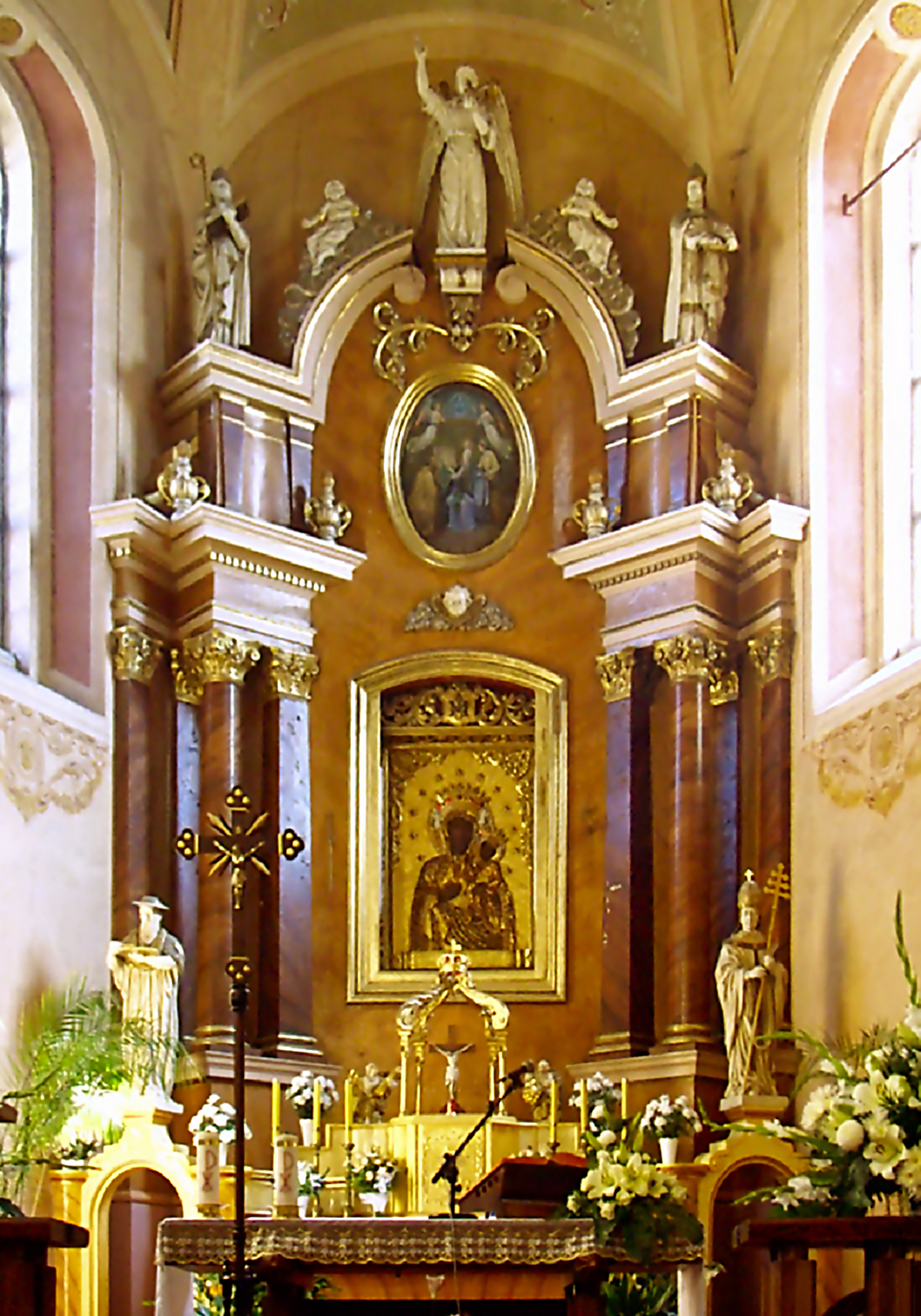
Wnętrze świątyni - ołtarz główny

## Architektura i wyposażenie
Jest to trzynawowa świątynia bazylikowa, posiadająca prezbiterium zamknięte wielokątnie i wieżę od zachodu. Z lewej i prawej strony prezbiterium umieszczone są obydwie zakrystie, w południowej dotrwało do naszych czasów gotyckie sklepienie krzyżowo-żebrowe osiadające na kamiennych wspornikach i zworniku, na którym umieszczony jest rysunek Baranka Bożego. 
Masywna wieża zakończona jest neogotyckimi blankami z II połowy XIX wieku. Wyposażenie wnętrza głównie współczesne, starszymi elementami są m.in. kamienna chrzcielnica późnogotycka i krucyfiks z początku XVI wieku.